# Phanerotomella gracilimandiblis
Phanerotomella gracilimandiblis är en stekelart som beskrevs av Chen och Ji 2003. Phanerotomella gracilimandiblis ingår i släktet Phanerotomella och familjen bracksteklar. Inga underarter finns listade i Catalogue of Life.